# Famille Hood (Angleterre)
Cette page explique l’histoire ou répertorie les différents membres de la famille Hood.
La famille Hood est une famille subsistante de la noblesse britannique, originaire du comté du Dorset. Elle s'est distinguée par les fonctions politiques et militaires occupées par ses membres.
Elle a été illustrée par Samuel Hood, 1er vicomte Hood, first sea lord (1724-1816).

## Histoire
La famille Hood n'a pas joué de rôle majeur lors des différentes guerres civiles anglaises ou lors de l'accession au pouvoir de la Maison de Hanovre.
Elle s'est divisée en deux branches, la première s'est elle-même divisée en deux rameaux représentés par les deux frères amiraux, Samuel Hood, 1er vicomte Hood (1724-1816) et Alexander Hood, 1er vicomte Bridport (1726-1814).
Le premier rameau s'installe dans le comté du Warwickshire et obtient le titre de vicomte Hood, le troisième vicomte ajoute par une licence royale de 1851 et à titre viager « Tibbits » à son nom qui devient « Hood-Tibbits » en rapport au nom de son épouse. Le troisième fils du troisième vicomte obtient par licence royale du 9 avril 1910, le changement de son nom de « Hood » en « Gregory ». Son deuxième fils ajoute quant à lui « Hood » à son nom pour « Gregory-Hood » par une licence royale du 19 octobre 1927 ». Ce rameau retourne plus tard dans le comté du Dorset.
Le second rameau s'installe dans le comté du Somerset et obtient le titre de vicomte Bridport or le premier titulaire n'a pas eu d'enfants et, par une condition successoral spéciale accordée par lettres patentes, fait de son petit-neveu, Samuel Hood (1788-1768), l'héritier de son titre de baron Bridport dans la pairie d'Irlande, le fils de ce-dernier hérite du titre de duc de Bronte en 1873 grâce à une condition successoral spéciale accordée à son grand-oncle, Horatio Nelson, 1er vicomte Nelson (1758-1830) en cas d'absence d'hériter mâle.
La seconde branche s'installe également dans le comté du Somerset. Elle reçoit le titre de baronnet Hood de Tidlake cependant son premier titulaire n'a pas d'enfants mais une condition successoral spéciale fait de son neveu son héritier, le 3e baronnet ajoute à son nom « Fuller-Acland » pour « Fuller-Acland-Hood » grâce à une licence royale du 14 juillet 1849 en rapport au nom de son épouse. Cette branche hérite en 1905 de Hartington Hall dans le comté du Derbyshire et elle est probablement éteinte depuis 1990. En 2024 le conseil permanent du baronnetage considère le titre comme éteint.
La famille Hood compte également plusieurs membres qui ont fait de grandes carrière dans la Royal Navy.

## Personnalités

### Vicomtes Hood
- Samuel Hood, 1er vicomte Hood (1724-1816), homme politique et militaire, fils de Samuel Hood ;
- Henry Hood, 2e vicomte Hood (1753-1836), homme politique et militaire, fils du précédent ;
- Samuel Hood-Tibbits, 3e vicomte Hood (1808-1846), homme politique, petit-fils du précédent ;
- Francis Hood, 4e vicomte Hood (1838-1907), homme politique et militaire, fils du précédent ;
- Grosvenor Hood, 5e vicomte Hood (1868-1933), homme politique et militaire, fils du précédent
- Horace Hood (1870-1916), militaire, frère du précédent ;
- Samuel Hood, 6e vicomte Hood (1910-1980), homme politique et militaire, fils du précédent ;
- Alexander Hood, 7e vicomte Hood (1914-1999), homme politique et militaire, frère du précédent ;
- Henry Wood, 8e vicomte Hood (1958-), homme politique et avocat, fils du précédent.

### Vicomtes Bridport
- Alexander Hood, 1er vicomte Bridport (1726-1814), homme politique et militaire, frère de Samuel Hood ;
- Samuel Hood, 2e baron Bridport (1788-1868), homme politique, petit-neveu du précédent ;
- Alexander Hood, 1er vicomte Bridport (1814-1904), homme politique et militaire, fils du précédent ;
- Arthur Hood, 2e vicomte Bridport (1839-1924), homme politique et militaire, fils du précédent ;
- Rowland Hood, 3e vicomte Bridport (1911-1969), homme politique et militaire, petit-fils du précédent ;
- Alexander Hood, 4e vicomte Bridport (1948-), homme politique et homme d'affaires, fils du précédent.

### Baronnets de Tidlake
- Sir Samuel Hood, 1er baronnet de Tidlake (1762-1814), homme politique et militaire, fils de Samuel Hood ;
- Alexander Hood (1758-1798), militaire, frère ainé du précédent ;
- Sir Alexander Hood, 2e baronnet de Tidlake (1793-1851), homme politique, neveu du précédent ;
- Sir Alexander Fuller-Acland-Hood, 3e baronnet de Tidlake (1819-1892), homme politique et militaire, fils du précédent ;
- Alexander Fuller-Acland-Hood, 1er baron St Audries (1853-1917), homme politique, fils du précédent ;
- Alexander Fuller-Acland-Hood, 2e baron St Audries (1893-1971), homme politique et militaire, fils du précédent ;
- Sir William Fuller-Acland-Hood, 6e baronnet de Tidlake (1901-1990), militaire et avocat, cousin du précédent ;
- Arthur Hood, 1er baron Hood d'Avalon (1824-1901), homme politique et militaire, fils d'Sir Alexander Hood, 2e baronnet de Tidlake.

## Titres et armoiries

### Titres
- Vicomte Bridport (6 juillet 1868)[7]
(Pairie du Royaume-Uni)
  - Duc de Bronte (10 octobre 1799)
(Pairie des Deux-Siciles)
  - Baron Bridport (14 novembre 1794)[8]
(Pairie d'Irlande)
- Vicomte Bridport (16 juin 1800)[9]
(Pairie de Grande-Bretagne)
  - Baron Bridport (13 juin 1796)[10]
(Pairie de Grande-Bretagne)
  - Baron Bridport (14 novembre 1794)[8]
(Pairie d'Irlande)
- Vicomte Hood (1er juin 1796)[11]
(Pairie de Grande-Bretagne)
  - Baron Hood (27 mars 1795)[12]
(Pairie de Grande-Bretagne)
  - Baron Hood (2 septembre 1782)[13]
(Pairie d'Irlande)
  - Baronnet Hood de Catherington (20 mai 1778)[14] baronnetage de Grande-Bretagne
- Baron St Audries (22 juin 1911)[15]
(Pairie du Royaume-Uni)
  - Baronnet Hood de Tidlake (13 avril 1809)[16] baronnetage du Royaume-Uni
  - Baronnet Bateman de Hartington Hall (13 décembre 1806)[16] baronnetage du Royaume-Uni
- Baron Hood d'Avalon (23 février 1892)[15]
(Pairie du Royaume-Uni)

### Armoiries

Hood

Fuller-Acland-Hood

Tibbits

Hood-Tibbits

Gregory

Gregory-Hood

« D'azur à une macle entravaillée avec deux bâtons passés en sautoir, le tout d'argent, au chef d'or chargé de trois croissants de sable. »

« Écartelé : aux I et IV, d'azur à une macle entravaillée avec deux bâtons passés en sautoir, le tout d'argent, au chef de sable chargé de trois croissants d'or, qui est de Hood ; aux II, échiqueté d'argent et de sable, à la fasce de gueules brochante sur le tout, qui est d'Acland ; au III, d'argent à trois fasces et au franc-canton, le tout de gueules, qui est de Fuller. »

« D'ermine à trois chats d'azur. »

« Écartelé : aux 1 et 4, d'azur à une macle entravaillée avec deux bâtons passés en sautoir, le tout d'argent, au chef d'or chargé de trois croissants de sable, qui est de Hood ; aux 2 et 3, d'hermine à trois chats d'azur, qui est de Tibbits. »

« D'or à deux fasces d'azur accompagnées en chef d'un lion léopardé du même, armé et lampassé de gueules. »

« Écartelé : aux 1 et 4, d'or à deux fasces d'azur accompagnées en chef d'un lion léopardé du même, armé et lampassé de gueules, qui est de Gregory ; aux 2 et 3, d'azur à une macle entravaillée avec deux bâtons passés en sautoir, le tout d'argent, au chef d'or chargé de trois croissants de sable, qui est de Hood. »

## Généalogie
Cet arbre généalogique représente la lignée agnatique, par conséquent seul la descendance patronymique est développée.

### Arbre généalogique de la famille Hood
Arbre généalogique de la famille Hood
- John Hood (1515-1678) X Alice Devonish (1520-1587)
  - Alexander Hood (1540-1605) X Joanna Bottenden (1542-1626)
    - John Hood (1577-1653) X Margaret Wills (1582-1653)
      - Tremor Hood (1612-1691) X Jane Lumbard (1615-1683)
        - Alexander Hood (1651-1731) X (1674) Elizabeth Beach (1650-1732)
          - Samuel Hood (1691-1777) X (1719) Mary Hoskyns (?-1766)
            - Suite de l'arbre généalogique : vicomtes Hood
            - Alexander Hood, 1er vicomte Bridport (1726-1814) X (1758) Mary West (1704-1786) (sans descendance) puis épouse Mary Bray (1746-1831) en 1788 (sans descendance).
            - Arthur Hood (1731-1769)

          - Alexander Hood (1687-1756) X Ann Way (1685-1755)
            - Arthur Hood (?-?)
            - Suite de l'arbre généalogique : baronnet de Tidlake

          - Arthur Hood (1687-1738)

        - Samuel Hood (1651-1731)

      - Joane Hood (1620-1633)

### Suite de l'arbre généalogique: vicomtes Hood
- Samuel Hood, 1er vicomte Hood (1724-1816) X (1749) Susannah Linzee, 1re baronne Hood (1726-1806)
  - Henry Hood, 2e vicomte Hood (1753-1836) X (1774) Jane Wheler (1754-1847)
    - Francis Hood (1781-1814) X (1804) Caroline Hamond (1781-1858)
      - Caroline Hood (?-1890) X (1834) Arthur Gregory (1792-1853)
      - Samuel Hood-Tibbits, 3e vicomte Hood (1808-1846) X (1858) Mary Tibbits (1818-1904)
        - Francis Hood, 4e vicomte Hood (1838-1907) X (1865) Edith Ward (1848-1911)
          - Mabel Hood (1866-1904) X (1889) Francis Baring, 5e baron Ashburton (1866-1938)
          - Grosvenor Hood (1867-1868)
          - Grosvenor Hood, 5e vicomte Hood (1868-1933) X (1911) Jane Stapleton-Cotton (1882-1919) (sans descendance) puis épouse Marguerite Hood (1881-1966) en 1928 (sans descendance).
          - Horace Hood (1870-1916) X (1910) Ellen Touzalin (1872-1950)
            - Samuel Hood, 6e vicomte Hood (1910-1980)
            - Alexander Hood, 7e vicomte Hood (1914-1999) X (1957) Diana Lyttelton (1920-2008)
              - Henry Wood, 8e vicomte Hood (1958-) X (1991) Flora Casement (1959-)
                - Archibald Hood (1993-)
                - Atticus Hood (1995-)
                - Willoughby Hood (1998-)
                - Edith Hood (1998-)
                - Darcy Hood (2002-)

              - John Hood (1959-) X (1982) Melissa Bell (?-)
                - Gemma Hood (1986-)
                - Christian Hood (1989-)
                - Samuel Hood (1991-)

              - James Hood (1962-)

          - Neville Hood (1872-1948) X (1908) Evelyn Broad (1889-1967)
            - Edith Hood (1909-1999) X (1931) Martin Ingram (?-?) (dont descendance) puis épouse Donald MacLeod (1917-1998) en 1947 (dont descendance).
            - Peter Hood (1913-1969) X (1936) Nancy Haward (?-1968)
              - Sally Hood (1937-) X (1959) Edward Thompson (1933-?)
              - Anna Hood (1940-) X (1968) Peter Glazebrook (1933-2022)
              - Evelyn Hood (1957-)

            - Evelyn Hood (1917-2006) X (1945) Henry Hohler (1911-2001)
            - Catherine Hood (1919-1993) X (1940) Graham Cheverton (1913-1982)

          - Alma Hood (1875-1877)
          - Dorothy Hood (1877-1965)
          - Francis Hood (1880-1949) X (1904) Helen Prior (?-?)
            - Francis Hood (1905-1986) X (1934) Catherine McBride (?-?)
              - John Hood (1935-2021) X (1963) Barbara Turner (?-)
                - Valerie Hood (1966-)
                - Christine Hood (1971-)

        - Albert Hood (1841-1921) X (1868) Julia Hornby (1849-1906)
          - Samuel Hood (1869-1935) X (1906) Miram Smith (?-1956)
            - Evelyn Hood (1910-1979) X (1937) Brian Webb-Carter (1901-1981)

          - Albert Hood (1870-1952) X (1912) Theresa Digby (1888-1968)
            - John Hood (1913-2006) X (1953) Winifred Ritson (?-?)
            - Georgina Hood (1915-1996) X (1944) Anthony Morley (1919-2010)
            - Geoffrey Hood (1920-1946)

          - Emily Hood (1871-1928) X (1893) Edward Digby, 10e baron Digby (1846-1920)
          - Edward Hood (1872-1951) X (1900) Nora Mahony (?-1951)
          - Alexander Hood (1874-1923) X (1905) Gladys Youell (?-1968)
            - Albert Hood (1906-?)
            - Samuel Hood (1910-1988) X (1937) Myrtle Baron (?-1982)
              - Anne Hood (1938-) X (1962) Guy Smallwood (?-?)
              - Sarah Hood (1945-) X (1971) Jolyon Grey (1946-)
              - Alexander Hood (1945-) X (1967) Anne O'Donovan (?-)
                - Samuel Hood (1967-2009) X Judith Katz (?-)
                  - Miranda Hood (2007-)
                  - Amaryllis Hood (2009-)

                - Jane Hood (1969-) X Peter Rankin (?-)
                - Padraig Hood (1971-) X (2004) Amanda Cropper (?-)
                  - Mika Hood (2007-)

                - Sarah Hood (1972-) X (1996) Fraser Smart (?-)

            - John Hood (1918-?)

          - Robert Hood (1876-1942) X (1917) Mignon Cooke (?-1973)
            - Robin Hood (1919-?)

          - Marguerite Hood (1881-1966) X (1928) Grosvenor Hood, 5e vicomte Hood (1868-1933)

        - Alexander Gregory (1843-1927) X (1870) Ethel Heber-Percy (1851-1923)
          - Edith Hood (1871-1873)
          - Alexander Hood (1873-1902)
          - Sibell Hood (1875-1875)
          - Charles Gregory-Hood (1877-1951) X (1911) Dorothy Brooks (1910-1983)
            - Rosemary Gregory-Hood (1913-1983) X (1932) Peter Chance (?-?) (dont descendance) puis épouse Alfred McAlpine (1908-1991) en 1951 (dont descendance).
            - Alexander Gregory-Hood (1915-1999) X (1943) Diana Gilmour (1923-1987)
              - Peter Gregory-Hood (1943-) X (1966) Camilla Bethell (1946-)
                - Clare Gregory-Hood (1968-)
                - Carolyn Gregory-Hood (1970-)
                - Lucy Gregory-Hood (1973-)

              - Jane Gregory-Hood (1946-) X (1965) Brian FitzGerald (?-)

          - Gertrude Gregory (1879-?) X (1920) Alan Hewlett (?-1943)
          - Grosvenor Hood (1882-1904)

      - Francis Hood (1809-1854) X  (1842) Elizabeth Hamond (1915-1910)

    - Samuel Hood, 2e baron Bridport (1788-1868) X (1810) Charlotte Nelson, 3e duchesse de Bronte (1787-1873)
      - Mary Sophia Hood (1811-1888) X (1841) John Lee-Lee (1802-1874)
      - Charlotte Hood (1813-1906) X (1845) Horace Rochfort (1809-1891)
      - Alexander Hood, 1er vicomte Bridport (1814-1904) X (1838) Mary Hill (1817-1884)
        - Arthur Hood, 2e vicomte Bridport (1839-1924) X (1872) Maria Fox-Strangways (1846-1922)
          - Mary Hood (1873-1934) X (1898) Sir Herbert Cook, 3e baronnet de Doughty House (1868-1939)'
          - Sybil Hood (1874-1956)
          - Alexander Hood (1876-1877)
          - Maurice Hood (1881-1915) X (1908) Ethel Kendall (1890-1931)
            - Eileen Hood (1910-1936) X (1933) David Baker (?-?)
            - Rowland Hood, 3e vicomte Bridport (1911-1969) X (1934) Pamela Baker (?-?)
              - Peter Hood (1938-1938)

            - Rowland Hood, 3e vicomte Bridport (1911-1969) X (1946) Sheila van Meurs (1915-1996)
              - Alexander Hood, 4e vicomte Bridport (1948-) X (1972) Linda Paravicini (1950-)
                - Peregrine Hood (1974-) X (2013) Serena Nikkhah (?-)
                  - Honor Hood (2016-)
                  - Emilia Hood (2018-)

              - Alexander Hood, 4e vicomte Bridport (1948-) X (1979) Nina Lincoln (?-)
                - Anthony Hood (1983-)

        - Nina Hood (1841-1923) X (1861) George Ferguson, 6e laird de Pitfour (1835-1924)
        - Horatio Hood (1843-1881) X (1872) Isabella Mundy (1845-1939)
        - Mary Hood (1846-1909) X (1868) Hugh Seymour, 6e marquis d'Hertford (1843-1912)
        - William Hood (1848-1921)
        - Adelaide Hood (1850-1927) X (1879) Herbert Gye (?-1906)
        - Rosa Hood (1852-1922) X (1894) William Evans (?-1922)
        - Alexander Hood (1854-1937)
        - Alfred Hood (1858-1918)
        - Victor Hood (1862-1929)

      - Jane Hood (1817-1907) X (1838) Hugh Holbech (1814-1849) (sans descendance) puis épouse Charles Hotham (1806-1855) en 1853 (sans descendance) puis épouse William Armytage (1821-1872) en 1860 (sans descendance).
      - Catherine Hood (1818-1893) X (1837) Henry Hall (1809-1862)
      - Frances Hood (1821-1903) X (1845) Sir John Walrond, 1er baronnet de Bradfield (1818-1889)
      - Horatio Hood (1826-1832)

### Suite de l'arbre généalogique: baronnets de Tidlake
- Samuel Hood (1715-1805) X (1750) Anne Bere (1726-1775)
  - Arthur Hood (1745-1775)
  - Alexander Hood (1758-1798) X (1792) Elizabeth Periam (1770-1855)
    - Sir Alexander Hood, 2e baronnet de Tidlake (1793-1851) X (1815) Amelia Bateman (1819-1883)
      - Samuel Hood (1816-1817)
      - Emily Hood (1818-1900) X (1846) James Somerville (1808-1876)
      - Sir Alexander Fuller-Acland-Hood, 3e baronnet de Tidlake (1819-1892) X (1849) Isabel Fuller-Palmer-Acland (1832-1903)
        - Fanny Fuller-Acland-Hood (1851-1941)
        - Alexander Fuller-Acland-Hood, 1er baron St Audries (1853-1917) X (1888) Mildred Eveleigh-de Moleyns (?-1949)
          - Audrey Fuller-Acland-Hood (1889-?)
          - Maud Fuller-Acland-Hood (1892-?)
          - Alexander Fuller-Acland-Hood, 2e baron St Audries (1893-1971)
          - Arthur Fuller-Acland-Hood (1906-1964) X (1939) Phyllis Hallett (1915-2004)
            - Elizabeth Fuller-Acland-Hood (1940-) X (1975) Michael Gass (1916-1983)
            - Mary Fuller-Acland-Hood (1941-) X (1961) Timothy Hodder-Williams (1929-1969)
            - Sylvia Fuller-Acland-Hood (1944-)

        - Ethel Fuller-Acland-Hood (1856-1943)
        - Arthur Acland-Hood-Reynardson (1859-1929) X (1896) Miriam Birch-Reynardson (1876-1921)
          - Charles Fuller-Acland-Hood (1897-1916)
          - Arthur Fuller-Acland-Hood (1900-1900)
          - Agatha Acland-Hood-Reynardson (1903-1993) X (1926) Mountjoy Fane (1900-1963)

        - Isabel Fuller-Acland-Hood (1862-1933)
        - Henry Fuller-Acland-Hood (1863-1923) X (1893) Ruth Astley (1870-1955)
          - Francis Fuller-Acland-Hood (1894-1925)

        - Robert Fuller-Acland-Hood (1865-1912) X (1899) Helen Hamilton (1860-1950)
          - Elspeth Fuller-Acland-Hood (1900-1901)'

        - William Fuller-Acland-Hood (1868-1933) X (1899) Elizabeth Kirkpatrick (?-1966)
          - Sir William Fuller-Acland-Hood, 6e baronnet de Tidlake (1901-1990) X (1925) Mary Jessup (1902-1991)
            - John Fuller-Acland-Hood (1926-1947)
            - Elisabeth Fuller-Acland-Hood (1931-) X (1952) Richard Pferdner (1930-1989) (dont descendance) puis épouse Wallace Henry (?-?) en 1968 (dont descendance).

        - Margaret Fuller-Acland-Hood (1870-1933)

      - Sophia Hood (1820-1857) X (1853) John Hickley (1816-1905)
      - Arthur Hood, 1er baron Hood d'Avalon (1824-1901) X (1855) Fanny MacLean (?-1919)
        - Fanny Hood (?-1940) X (1895) Henry Allen (?-?)
        - Emily Hood (1860-1934) X (1888) Francis MacKinnon, 35e chef du clan MacKinnon (1848-1947)

      - Anne Hood (1830-1917) X (1852) George Fownes-Luttrell (1826-1910)

    - Elizabeth Hood (1796-?) X (1837) Francis Lunn (?-?)

  - Sir Samuel Hood, 1er baronnet de Tidlake (1762-1814) X (1804) Mary MacKenzie (1783-1862)

## Alliances

### Branche aînée des vicomtes Hood
Cette famille s'est alliée aux familles : Beach (1674), Hoskyns (1719), Linzee (1749), Wheler (1774), Hamond (1804 et 1842), Gregory (1834), Tibbits (1858), Ward (1865), Hornby (1868), Heber-Percy (1870), Baring (1889), Digby (1893 et 1902), Mahony (1900), Prior (1904), Youell (1905), Smith (1906), Broad (1908), Touzalin (1910), Brooks (1911), Stapleton-Cotton (1911), Cooke (1917), Hewlett (1920), Ingram (1931), Chance (1932), McBride (1934), Haward (1936), Baron (1937), Webb-Carter (1937), Cheverton (1940), Gilmour (1943), Morley (1944), Hohler (1945), MacLeod (1947), McAlpine (1951), Ritson (1953), Lyttelton (1957), Thompson (1959), Smallwood (1962), Turner (1963), FitzGerald (1965), Bethell (1966), O'Donovan (1967), Glazebrook (1968), Grey (1971), Bell (1982), Casement (1991), Smart (1996), Cropper (2004), Bottenden, Devonish, Katz, Lumbard, Rankin, Way, Wills...

### Branche puîné des vicomtes Bridport
Cette famille s'est alliée aux familles : West (1758), Bray (1788), Nelson (1810), Hall (1837), Hill (1838), Holbech (1838), Lee-Lee (1841), Rochfort (1845), Walrond (1845), Hotham (1853), Armytage (1860), Ferguson (1861), Seymour (1868), Fox-Strangways (1872), Mundy (1872), Gye (1879), Evans (1894), Cook (1898), Kendall (1908), Baker (1933 et 1934), van Meurs (1946), Paravicini (1972), Lincoln (1979), Nikkhah (2013)...

### Branche puîné des baronnets de Tidlake
Cette famille s'est alliée aux familles : Bere (1750), Periam (1792), MacKenzie (1804), Bateman (1815), Lunn (1837), Somerville (1846), Fuller-Palmer-Acland (1849), Fownes-Luttrell (1852), Hickley (1853), MacLean (1855), Eveleigh-de Moleyns (1888), MacKinnon (1888), Astley (1893), Allen (1895), Birch-Reynardson (1896), Hamilton (1899), Kirkpatrick (1899), Jessup (1925), Fane (1926), Hallett (1939), Pferdner (1952), Hodder-Williams (1961), Henry (1968), Gass (1975)...